# Pepón (caricaturista)
José María López Prieto (Popayán, 20 de julio de 1939-São Paulo, 21 de mayo de 2016) más conocido como Pepón fue un caricaturista, ilustrador y escritor colombiano.

## Biografía
Nació en Popayán. Estudió dibujos en la Academia de Arte de Lisboa. Estudió en Madrid donde hizo talleres relacionados con el arte en la Escuela de San Fernando. Empezó su carrera como caricaturista en El Espectador en 1961. En 1969, inició un nuevo proceso laboral con El Tiempo donde desarrollaba sus propias caricaturas, además de publicar las de otros ilustradores en la página editorial.
Entre su trayectoria publicó más de 1500 caricaturas e ilustraciones en varios libros. Su primer dibujo lo realizó a los siete años de edad gracias a su primo quien le contaba cuentos y él los ilustraba. Publicó varias caricaturas en medios reconocidos como Cromos y Semana. Hasta la fecha de su muerte su trabajo era publicado en El nuevo Liberal de Popayán.  Se incursionó en la lectura en redactar cuatro libros y se destacó por hacer una fuerte crítica a la política colombiana, en sus caricaturas. “Pepón” recibió el título de doctor honoris causa en Comunicación Social en el 2015 por la Universidad del Cauca. El 21 de mayo de 2016 falleció en São Paulo, Brasil, a raíz de un infarto de miocardio cuando visitaba sus hijos.